# Tín ngưỡng thờ động vật
Tín ngưỡng thờ động vật hay tục thờ cúng động vật hay còn gọi thờ phượng động vật hay còn gọi đơn giản là thờ thú là thuật ngữ đề cập đến các nghi thức tín ngưỡng liên quan đến việc thờ phượng, cúng bái, tế lễ cho các loài động vật như sự tôn vinh, sùng bái các thần thú hay hiến tế động vật, thông thường các động vật trong tín ngưỡng này là động vật có thực được nâng lên thần thánh. Đây là một trong hình thức tín ngưỡng nguyên thủy, tồn tại trong các thị tộc, người ta thờ cúng các động vật với niềm tin về một mối liên hệ của những người cùng chung sống trong một cộng đồng.
Khi một vị thần được tôn trọng hoặc thờ phụng bằng một động vật đại diện thì một tín ngưỡng thờ động vật được hình thành. Loài động vật có thể được phân loại theo hình thức bên ngoài của chúng hoặc theo ý nghĩa bên trong của chúng, tất nhiên sẽ trải qua sự biến đổi. Mỗi dân tộc, cộng đồng người tục thờ cúng những động vật khác nhau, các loài vật này khá đang dạng và phong phú, tuy nhiên có nhiều loài động vật được nhiều người trên thế giới cùng thờ phụng chẳng hạn như rắn, bò, hổ, chó, voi, khỉ, cá sấu, ngựa, một số khác thì được thờ hiếm hoi hơn.

## Dẫn luận
Tín ngưỡng thờ động vật được ghi nhận ở nhiều nền văn hóa với những lý giải có tính lịch sử và tính tâm niệm.

### Lý giải

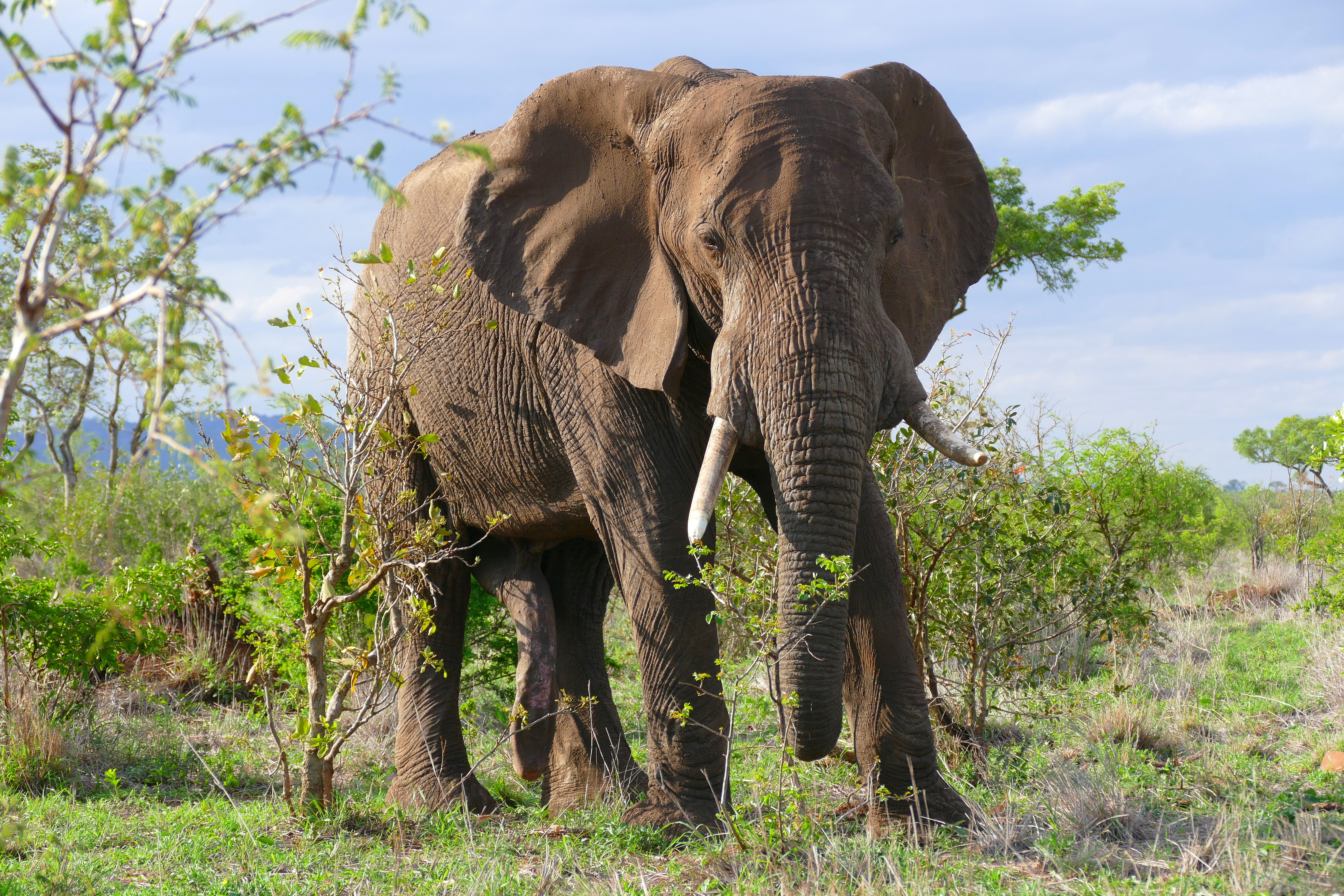
Voi được con người tôn thờ vì sức mạnh và trí nhớ tuệ mẫn

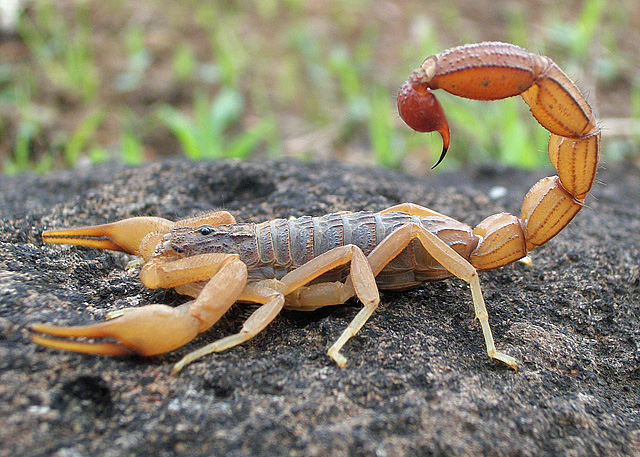
Bọ cạp được người Ai Cập cổ đại tôn sùng

Thờ cúng động vật, dù ý nghĩa và nhiều khía cạnh thờ khác nhau, chỉ ra với lòng kính thiêng một số tôn giáo nguyên thủy, như tôn giáo của người Ai Cập coi các loài này vượt trên con người. Tác giả Diodorus đã giải thích nguồn gốc của sự thờ phượng động vật bằng cách nhắc lại những câu chuyện thần thoại từ xa xưa, khi mà các vị thần đã bị đe dọa từ những kẻ khổng lồ mà đã giấu mình dưới vóc dáng của những loài vật. Sau đó, người dân một cách tự nhiên bắt đầu thờ cúng những con vật mà các vị thần của họ đã biến hình và tiếp tục sùng bái ngay cả khi các vị thần trở lại trạng thái ban đầu. Đây chính là ý niệm rằng thần tính hiện thân trong lốt (hiện thân bản thể) của động vật như một vị thần nhập thể.
Có tác giả gợi ý rằng, sự thờ phượng loài vật là do sự hiếu kỳ một cách tự nhiên của con người. Người nguyên thủy quan sát một con vật có đặc điểm độc đáo và không thể giải thích được của nó sẽ hấp dẫn sự tò mò của con người, sự tò mò là kết quả của những quan sát của người ban đầu về đặc điểm đặc biệt này và điều kỳ diệu này cuối cùng đã dẫn đến sự ngưỡng mộ. Do đó, người nguyên thủy thờ phụng các loài vật có những đặc tính không thể bắt chước. Tác giả khác cho rằng việc thờ cúng động vật có nguồn gốc từ tên của các thị tộc, họ tự cho mình là hậu duệ của những động vật và tiến hành thờ cúng.
Cuộc sống nơi núi rừng hàng ngày đều đối mặt với các loài muông thú, đa phần các dân tộc thường cho rằng thú rừng như hổ, báo, hươu, nai đều là những con vật linh thiêng, vừa là nguồn thức ăn quý báu, vừa là vật tế lễ, chứa đựng những sức mạnh siêu nhiên. Nếu thờ cúng, người đi rừng sẽ tránh được tai họa khi khai thác các sản vật tự nhiên, và như có thêm phần sức mạnh. Ngoài động vật trong rừng, các vật nuôi trong nhà như trâu, bò, lợn, gà đều được cho là những con vật có linh hồn. Các bài văn nói trong đám tang cổ truyền của một số dân tộc có những đoạn kể tạ ơn các con vật đã gắn bó thân thiết với con người.
Mấy trăm ngàn năm con người ứng xử giao tiếp đối đãi với súc vật tựu trung ở mấy dạng, trong đó có dạng sợ hãi mà tôn thờ. Mọi con vật khỏe hơn, khôn hơn, dữ tợn hơn, có uy lực hơn trong cuộc săn bắt lẫn nhau ngoài tự nhiên trong vòng hoán đổi vai trò kẻ đi săn và con mồi đều được thần hóa: Ông cọp, sư tử, gấu, cá voi, cá sấu, cá mập cho tới rắn, khỉ, sói, đại bàng. Tín ngưỡng này trở thành một di sản văn hóa phổ biến của mọi sắc dân. Đặc điểm dòng dõi được phản chiếu trong cấu trúc tâm linh là mỗi dòng dõi và bào tộc (thị tộc gốc tạo thành bộ lạc) có một sự liên kết với tô-tem (vật tổ), chẳng hạn như người Por thì có mối liên kết với Gấu thiêng vốn bị cấm săn hoặc ăn thịt gấu, trừ khi trong những nghi lễ của mình, còn hầu hết các bộ tộc Khanty đều có mối liên hệ với Thỏ rừng thiêng
Một lý do người ta tôn thờ động vật một phần do mê tín dị đoan và sự lan truyền của những lời đồn tạo ra hiệu ứng đám đông cuồng tín. Nhiều con vật rất bình thường như rắn, cá, rùa theo đó cũng được phong thần do người dân quá mê tín, tin vào một sự kiện nào đó rồi tôn lên làm thần, cho rằng thần hiển linh như rùa bò vào nhà được gọi là "rùa thần", rắn bò trên cây cũng được phong "thần rắn" hay có loài cá kỳ lạ thì cũng được gọi là cá thần, và người dân tín muội coi như thần thánh hiển linh kèm theo đó là những câu chuyện thêu dệt “li kỳ” xung quanh các con vật xuất hiện một cách đặc biệt hoặc bất thường, được người dân “sùng bái” và sự hiếu kỳ, cả tin theo một cách mê tín dị đoan.

### Các vùng

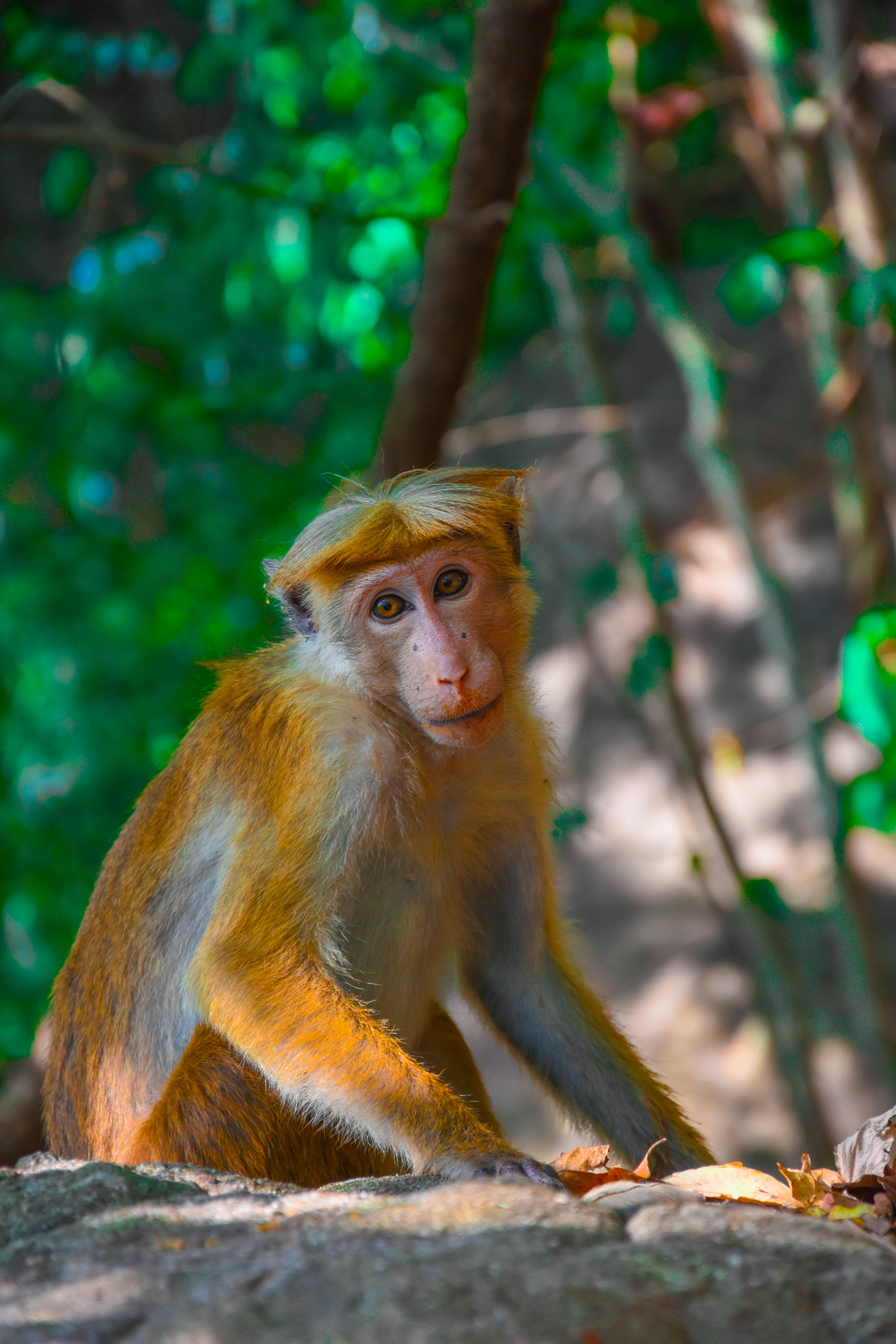
Khỉ được cộng đồng người Hoa thờ dưới hình thức Tề Thiên Đại Thánh, một nhân vật trong tác phẩm Tây Du Ký

Tín ngưỡng thờ động vật có ở nhiều nơi trên thế giới, trong đó, người Ai Cập cổ đại đặc biệt chuộng thờ các con vật, hệ thống các vị thần của Ai Cập cổ đại liên quan đến rất nhiều con vật với đa dạng chủng loài, với nhiều con vật thiêng liêng đối với những con mèo đặc biệt liên quan đến thần Bastet, thần Ibises và khỉ đầu chó là thần Thoth, cá sấu là thần Sebek và Ra, con cá là Set, cầy mangut, chuột chù và chim là thần Horus, chó và chim ưng là thần Anubis, Rắn và lươn là thần Atum, bọ cánh cứng là thần Khepera, bò đực là thần Apis. Những vị thần này thông thường hiển thị dưới dạng sinh vật lai giữa động vật và con người. Những động vật thánh thiên này thường được người Ai Cập ướp xác vì những niềm tin này.
Ở châu Á, Ấn Độ là quốc gia đa thần giáo, với nhiều vị thần có nguồn gốc từ tự nhiên và các loài động vật (nhất là Hindu giáo với 33 triệu vị thần trong đạo Hindu). Với tính chất tôn giáo đa dạng, phức tạp, người dân ở Ấn Độ thờ rất nhiều các loài động vật từ chuột, voi, khỉ, rắn và đặc biệt là thờ bò. Việc thờ các vị thần có nguồn gốc từ động vật dẫn đến việc người Ấn Độ ít ăn thịt. Ấn Độ có nhiều nhiều đền thờ các vị thần của họ trên khắp đất nước như các ngôi đền thờ các vị thần Rắn, thần Khỉ, thần Voi và thần Bò. Tương tự ở Đông Nam Á ở Malaysia, Thái Lan lại có những ngôi đền chỉ thờ dành riêng những loài động vậy, nhiều nơi những con chuột được nuôi nấng, thờ cúng như người.
Về sau này, ý niệm rằng thần tính hiện thân trong động vật, chẳng hạn như một vị thần nhập thể và sau đó sống trên trái đất giữa con người của tín ngưỡng nguyên thủ đã bị các tôn giáo Abrahamic bác bỏ (gồm Do Thái giáo, Thiên chúa giáo và Hồi giáo). Theo các tôn giáo này, người ta chỉ thờ phượng Thiên Chúa của họ mà không thờ các loài động vật. Trong các Hội thánh độc lập của Thiên Chúa và các nhà thờ Ngũ Tuần, các động vật có ý nghĩa tôn giáo rất ít. Động vật đã trở nên ít quan trọng và không còn mang nhiều tính biểu tượng trong các nghi thức tôn giáo và tôn giáo, đặc biệt là trong các nền văn hoá châu Phi vì Kitô giáo và các tôn giáo Hồi giáo đã lan rộng thay thế cho các tín ngưỡng tự nhiên.

## Thờ động vật có vú
Động vật có vú là nhóm động vật được con người dành nhiều sự quan tâm, kèm theo đó là sự tôn thờ, dưới đây liệt kê một số loài đáng chú ý được con người tôn thờ.

### Thờ bò

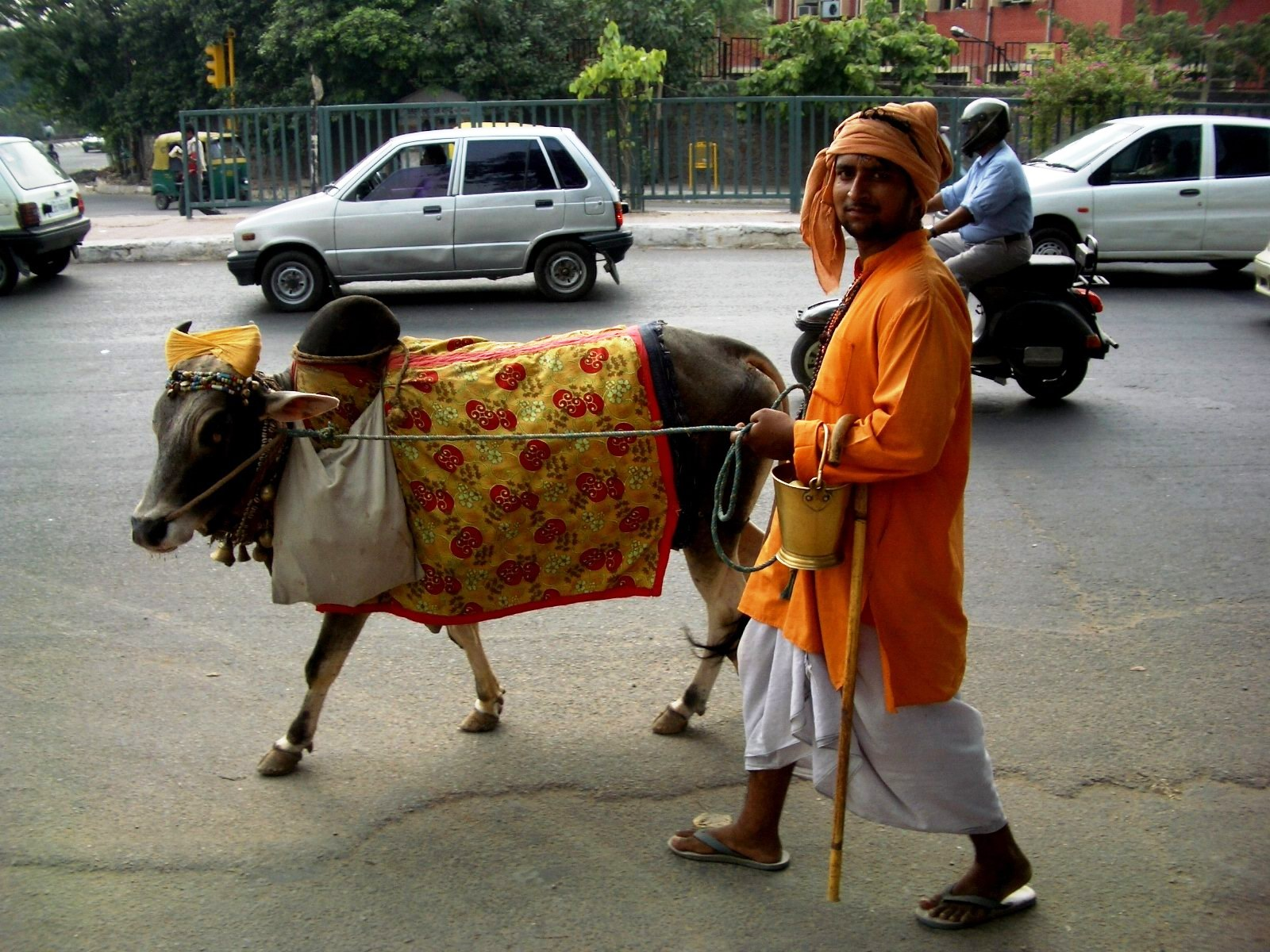
Bò là con vật được tôn sùng trong nhiều nền văn minh lớn trên thế giới, nhất là ở Ấn Độ

Con bò gắn liền với tín ngưỡng thờ phượng xuất phát từ sự gần gũi và vai trò to lớn của nó trong đời sống của con người. Bò là linh vật biểu tượng có sức ảnh hưởng lớn đến các nền văn minh lớn trên thế giới như Ai Cập, Lưỡng Hà, Ấn Độ, Hy Lạp cũng như trong văn hóa một số bộ tộc người da đỏ ở Bắc Mỹ, nó còn là vật thánh thiêng trong các tôn giáo lớn trên thế giới như Ấn Độ giáo, Phật giáo, Do Thái giáo, Thiên Chúa giáo và Hồi giáo đặc biệt là ở Ấn Độ và vùng Trung Đông rất tôn sùng bò.
Ở phương Tây trong những tập Kinh thánh trong đó có nêu lên việc thờ phượng con Bê Vàng. Con bê vàng sau khi được người Do Thái ở vùng hoang dã Sinai tôn thờ, sau bị Moses và người Do Thái bãi bỏ cổ tục này. Thần Marduk là "con bò của Utu". Con bê đỏ, còn được gọi là bò đỏ, là một con bò mang đến các linh mục như một lễ tế theo Kinh thánh trong nghi lễ Tum'at HaMet. Nhiều dân tộc sùng kính và tôn thờ con bò, nâng hình ảnh con bò lên vị trí Thần Bò và thờ phụng nó là điển hình là ở Ấn Độ và nhiều nước Đông Nam Á người ta thờ con Bò trắng Nandi là vật cưỡi của thần Shiva, người Ai Cập tôn thờ thần bò, như con bò mộng Apsis, con bò mộng Mnervis.
Người da đỏ ở Mỹ quan niệm rằng, mỗi con bò rừng trắng được sinh ra đều là biểu tượng thiêng liêng cho niềm hy vọng và đem lại những điềm lành cho thế giới. Quan niệm này bắt nguồn từ một truyền thuyết của bộ tộc người Lakota (Sioux) về Pte Ska Win hoặc Ptesanwi, vị nữ thần được khắc họa bằng hình ảnh một thiếu nữ đi cùng một con bò rừng Mỹ màu trắng. Chuyện kể có chiến binh nhìn thấy thần Ptesanwi, dưới hình hài một người thiếu nữ xinh đẹp mặc áo lông bò trắng toát. Tương truyền, trước khi rời bộ tộc Lakota để về cõi trời, thần Ptesanwi đã nhắn nhủ rằng, hễ khi nào một con bò rừng trắng chào đời, thì đó là điềm báo nữ thần sẽ lại hiển linh, mang theo sự hòa hợp và phúc lành đến nơi trần thế. Sau đó, thần Ptesanwin hóa thành một con bò trắng và biến mất vào làn mây. Đúng lúc nữ thần vừa rời đi, một đàn bò rừng khổng lồ bất ngờ hiện ra khắp xung quanh bản làng của bộ tộc Lakota. Kể từ đó, bò rừng trắng trở thành loài vật linh thiêng nhất trong tín ngưỡng của người Lakota nói chung, cũng như của các bộ lạc da đỏ tại Mỹ. Trong quan niệm của rất nhiều người Mỹ bản địa, bò rừng tượng trưng cho sự ấm no và đủ đầy. Một con bò rừng trắng ra đời được cho là điềm báo của hy vọng, và là chỉ dấu cho những điều tốt đẹp sắp diễn ra.

### Thờ voi
Voi là loài vật tượng trưng cho sức mạnh, sự khôn ngoan, thận trọng và là một trong bốn con thú đại diện cho sức mạnh và sinh lực bên cạnh hổ, sư tử và báo. Voi cũng là một trong bảy báu vật của Phật giáo nên hình tượng của voi xuất hiện nhiều trong kiến trúc và trang trí Phật giáo. Đặc biệt ở Ấn Độ và Đông Nam Á với hình tượng Voi Thần Ganesha, nhiều nước Đông Nam Á như Thái Lan, Lào, Miến Điện, Cao Miên đều tôn thờ voi. Trước một số đình chùa ở Việt Nam có tượng voi phủ phục ở hai bên như ở trước tam quan chùa Keo Hành Thiện (Xuân Trường, Nam Định) hay trước điện Long Châu (miếu Voi Ré) ở Huế. Trong lăng vua Lê Thái Tổ ở Lam Kinh (Thanh Hóa) và lăng của các vua Nguyễn ở Huế đều có tượng voi chầu hầu.

### Thờ ngựa

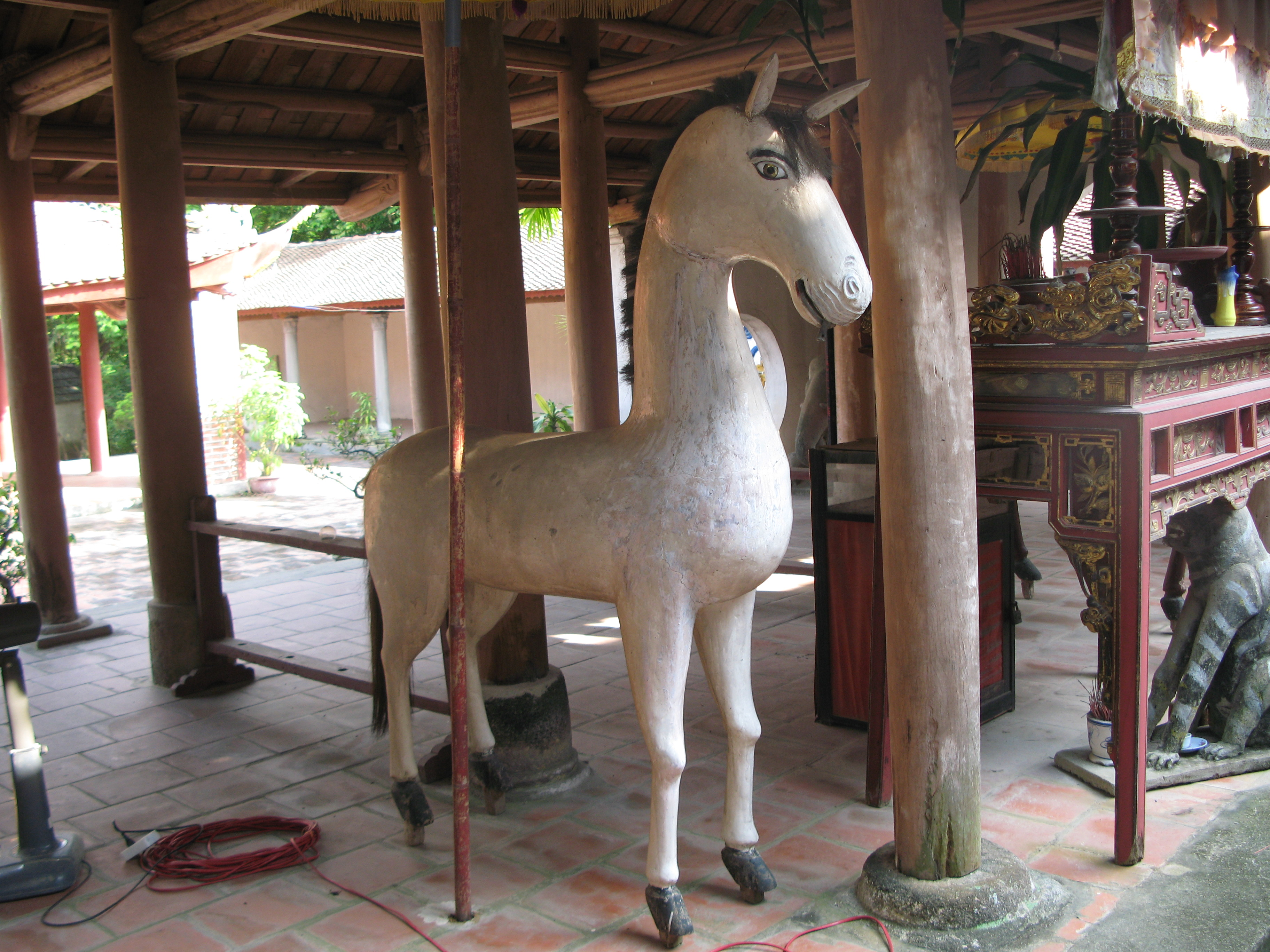
Thờ ngựa gỗ ở đền Hiệp Hòa, Bắc Giang

Tục thờ ngựa phổ biến ở vùng Á-Âu, con ngựa đã trở thành con vật linh thiêng, hoá thân vào đời sống văn hoá tâm linh và được phụng thờ. Cư dân Hồi giáo ở Đông Nam Á có tục thờ ngựa, họ coi ngựa là con vật linh thiêng và có những quan niệm tốt đẹp về ngựa, họ coi ngựa là con vật linh thiêng của mỗi gia đình và có thờ ngựa. Trong các nghi lễ Shaman biểu tượng về vị thần thiện là có đôi mắt ngựa cho phép nhìn thấy hết mọi sự. Người theo đạo Hindu cho rằng ngựa gần với các vị thần như cỗ xe của thần Mặt Trời Surya kéo bởi một hay bảy con ngựa được ghi trong Rig-Veda. Thần Kalki/Kalkin là hóa thân thứ 10 của thần Vishnu là con ngựa trắng.

### Thờ hổ

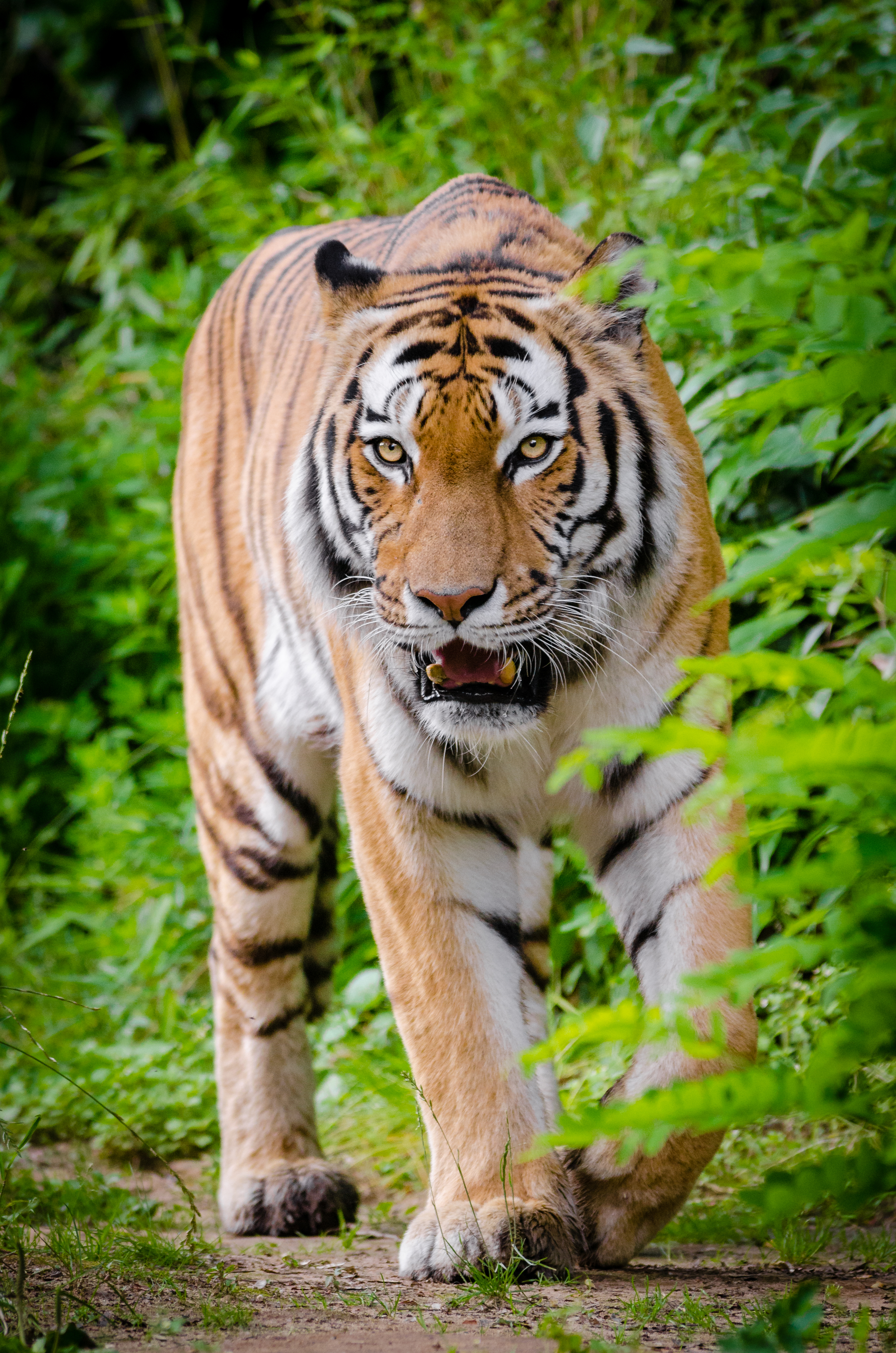
Hổ là loài vật được thờ cúng phổ biến nhiều nơi ở châu Á, nhất là ở Việt Nam, nơi chúng được tôn xưng là Chúa sơn lâm

Tục thờ hổ phổ biến ở một số quốc gia châu Á, nhất là những quốc gia có hổ sinh sống. Tại đây, hổ được tôn sùng là giống loài dũng mãnh nhất, là Chúa sơn lâm, là sơn thần ngự trị trong rừng già. Hổ còn là một linh vật trong 12 con giáp, tượng trưng cho sức mạnh và là một trong Tứ Thánh thú cai quản Tây phương, hổ còn là biểu tượng của võ công, sức mạnh, uy quyền và tâm linh. Tục thờ Hổ được ghi nhận ở nhiều vùng lãnh thổ ở châu Á, như ở vùng Viễn Đông của Nga (tập trung ở Siberia), ở bán đảo Triều Tiên (nhất là ở Hàn Quốc), nhiều vùng thuộc Trung Quốc, một số nơi của Ấn Độ, Đông Nam Á đặc biệt là ở Việt Nam.
Việc thờ hổ thịnh hành ở các dân tộc sinh sống ở vùng Siberia, họ xem hổ như ông tổ của mình. Tại Trung Quốc, tập tục sùng bái và thờ cúng hổ cũng bắt nguồn từ khu vực hổ thường xuyên hoạt động, sau đó lan rộng trong phạm vi đại lục Trung Hoa. Hổ còn được được người dân Triều Tiên sùng bái tôn thờ. Dân cư ở bán đảo Triều Tiên cũng coi hổ là con vật linh thiêng, oai phong, có sức mạnh to lớn, vì vậy họ cũng thờ cúng hổ để cầu mong sự phù hộ. Ở Ấn Độ, hổ cũng là một con vật được tượng trưng cho sức mạnh, có thể trấn áp được ma tà quỷ quái, vì vậy, để biểu tượng cho quyền lực, nhiều nơi ở Ấn Độ sùng kính hổ bất chấp mối nguy hại do hổ gây ra.

### Thờ mèo
Mèo là loài động vật quan trọng trong xã hội Ai Cập cổ đại. Người Ai Cập tôn sùng thần mèo Bast, mèo là loài vật thần thánh, với truyền thuyết về vị nữ thần Bast thường được miêu tả trong hình dạng một con mèo, khi chiến tranh thì hóa thành một con sư tử cái. Những con mèo được coi là biểu tượng của sự ân sủng, đĩnh đạc do cách săn mồi uyển chuyển của nó. Ở Ai Cập cổ đại, khi mèo chết, cả gia đình đi đưa tang và cơ thể của chúng sẽ được ướp xác như con người họ đã ướp hàng triệu xác ướp mèo. Một số tôn giáo cổ tin rằng mèo là những linh hồn cao quý, người bạn đồng hành, hay người hướng dẫn cho con người, và rằng mèo rất thông thái.

### Thờ sói
Sói khiến con người ngưỡng mộ về cách tổ chức sống bầy đàn chặt chẽ, việc chăm sóc các thành viên gia đình, và về sức sống mãnh liệt trong tự nhiên. Quan niệm cho rằng đây là một loài sinh vật phi thường xuất phát từ sự tôn thờ sức mạnh của loài sói vốn có từ lâu với sự nhìn nhận rằng những loài thú săn mồi hàng đầu như sói có thể có tác động sâu sắc và làm phong phú thêm sự đa dạng sinh học. Văn hóa sùng bái sói bắt đầu rất sớm ở Mông Cổ và phức tạp hơn rất nhiều so với bất cứ nơi nào khác trên thế giới, loài sói được nhìn nhận với tư cách là vật tổ của dân tộc Mông Cổ.
Người Mông Cổ thấy được ở sói có những điều đáng để học hỏi và xem sói là thầy, họ xem sói là bậc thầy về quân sự, học tập từ sói “chiến thuật” vây bắt con mồi, học từ sói tính kiên nhẫn và lòng quả cảm. Sói được xem là “con cưng” của trời với thiên mệnh bảo vệ sự cân bằng trên đồng cỏ, là sợi dây nối kết người Mông Cổ với Tăngcơli–Đằng Cách Lý (Trời), con sói là một biểu tượng linh thiêng đáng ngưỡng vọng của người thảo nguyên, mỗi tấm da sói cũng trở thành lá cờ cho lòng tôn kính và niềm tin vào đấng tối cao. Người Mông Cổ tự hào với tục thiên táng tức chết để xác cho sói ăn thịt và càng tôn sùng sói, ngưỡng vọng sói với tư cách là một vật tổ, có năng lực “thông thiên” với niềm tin tôn giáo của mình.
Totem sói (âm Hán-Việt là Lang Đằng Đồ) từ Đằng Đồ trong tiếng Hán nghĩa là căn tính, hoặc là sùng bái, Lang Đằng Đồ chính là căn tính sói, hay là sùng bái sói. Người Mông Cổ xem chó sói là do trời sai xuống để bảo vệ đồng cỏ, sói không còn thì thảo nguyên cũng không còn, sói không phải là kẻ thù, sói chính là người bảo vệ thảo nguyên. Thảo nguyên có bốn đại họa là chuột, thỏ, rái cá cạn và dê vàng vì chúng tận diệt đồng cỏ. Sói bắt chuột, bắt thỏ, bắt rái cá, đuổi dê vàng. Mùa đông trên thảo nguyên, súc vật chết bị đóng băng, đến mùa xuân khi băng tan, thịt súc vật bắt đầu thối rữa, chính sói lại là người dọn sạch những mầm dịch cho thảo nguyên.
Sói chính là con vật có đầy đủ những phẩm chất, tính cách để tôn thờ, sùng bái, sói mạnh mẽ, can trường, thông minh, năng lực tác chiến và chiến đấu tốt, có tính kiên nhẫn và bất ngờ, tính đoàn kết cao, sói cao ngạo nhưng ý thức kỷ luật tốt, sói mềm mại nhưng vẫn rắn rỏi, kín đáo mà vẫn hiên ngang, sói ngang tàng và bất khuất, sói tiềm ẩn những sức mạnh mà hổ, báo, sư tử không có, sói bản năng nhưng cũng trí tuệ, phẩm chất quan trọng nhất của sói chính là không bao giờ bị thuần hóa và thuần dưỡng, phẩm chất không thể chung sống với dị chủng cho dù vẫn chung một giống loài, phẩm chất không bao giờ bị lai tạp.

### Thờ chó

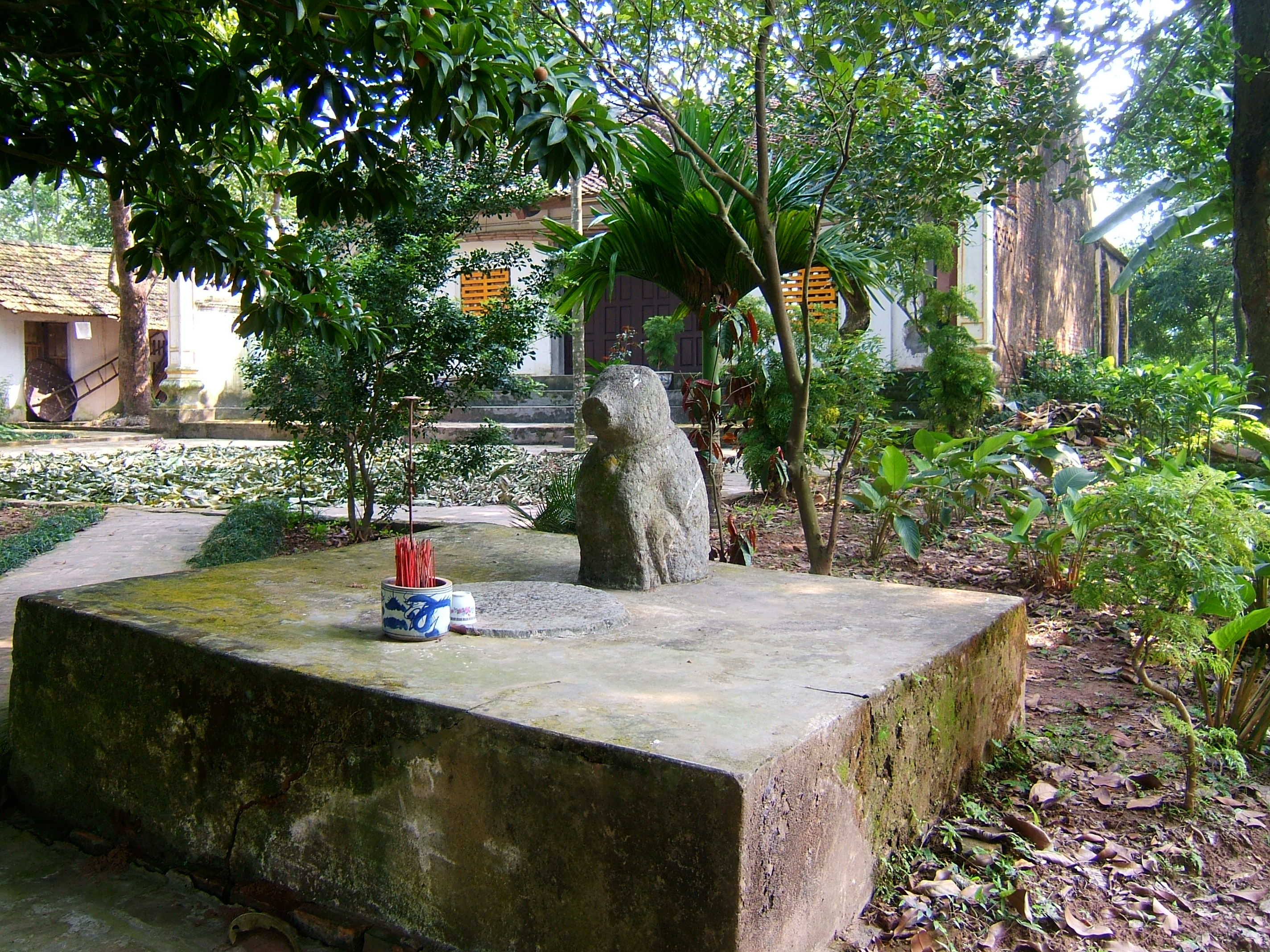
Một miếu thờ chó đá ở miền Bắc Việt Nam

Tục thờ chó khá phổ biến ở nhiều dân tộc trên thế giới, và có ở hầu khắp thần thoại các dân tộc ở Đông Nam Á lục địa. Ban đầu tục này xuất phát từ các dân tộc chăn nuôi gia súc khu vực Tây Nam Á, với vai trò canh giữ đàn gia súc. Sau đó những người di cư Ấn–Âu từ thời đồng thau đã mang vào Đông Á truyền thống chăn nuôi cùng với tín ngưỡng thờ con chó.

### Chó rừng

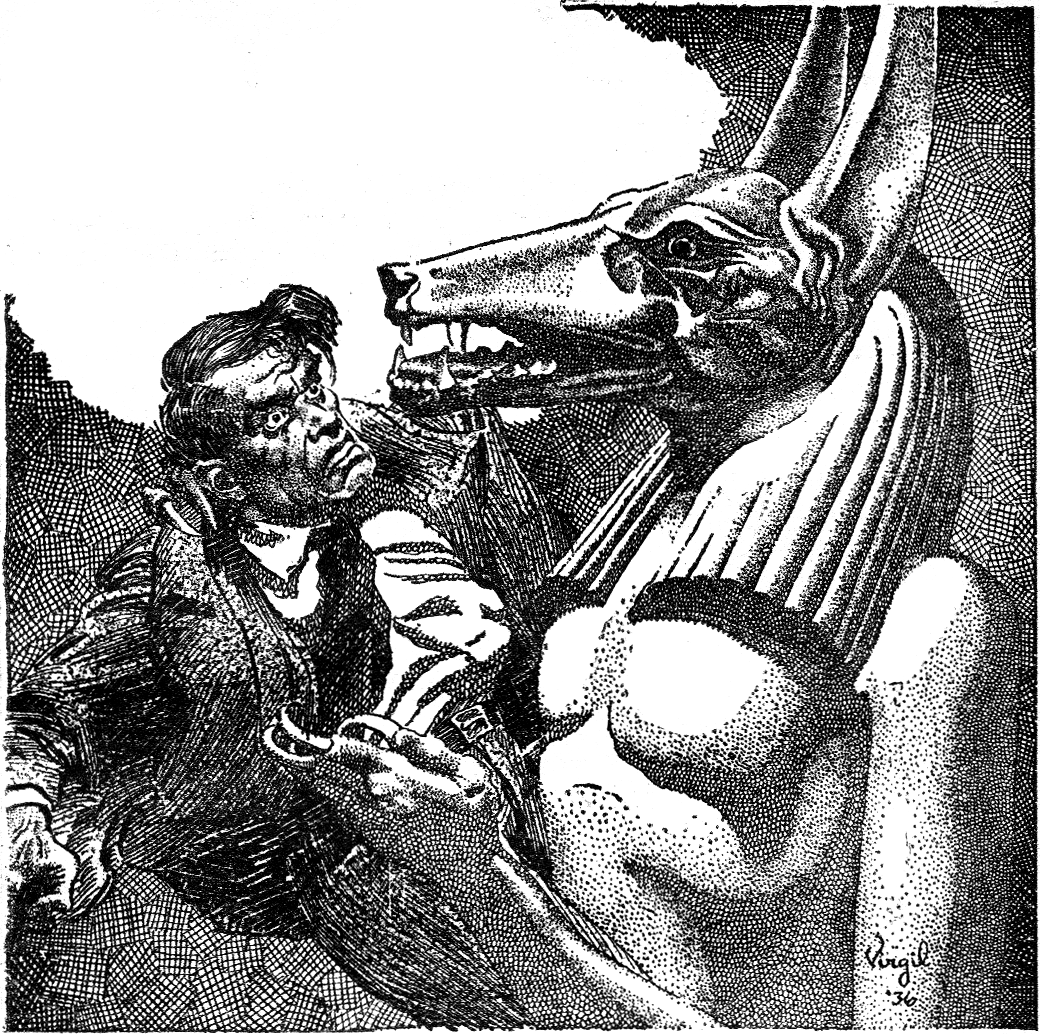
Thần chó rừng Anubis của Ai Cập

Người Ai Cập cổ đại tin rằng những con chó rừng có thể tìm thấy phần thức ăn ngon từ miếng thịt thối và ăn chỗ đó để không bị chết đói, loài động vật này cũng đã tàn phá một số ngôi mộ ở sa mạc thời cổ đại. Người Ai Cập đã sử dụng loài chó rừng để làm biểu tượng của thần Chết Anubis. Thần Chết Anubis được miêu tả có đầu chó rừng, thân người và thần này có vai trò quan trọng trong đời sống của người Ai Cập, các nhà khảo cổ đã tìm thấy một số đền thờ vị thần Chết này với hàng triệu xác ướp động vật cùng những cổ vật giá trị.

### Thờ chồn
Chồn được người Khơ Mú thờ cúng, người Khơ mú có họ Moong không bao giờ ăn thịt con chồn, không những thế họ còn thờ phụng loài thú rừng này. Trong những dịp cúng lễ, ngoài các vị Then Hoàng, Then Ngọc, người thầy cúng cũng gọi hồn chồn moong đến để ăn cùng. Theo quan niệm con chồn moong chính là vị cứu tinh của ông tổ dòng họ Moong. Đi rừng gặp loài thù này, người họ Moong không bao giờ làm hại đến nó, khi thấy nó gặp nạn còn phải giải cứu, nếu nó chết phải chôn cất tử tế.
Khi ăn thịt thú rừng, dòng họ Moong cũng tránh xa thịt chồn moong vì quan niệm nếu ăn nhầm răng sẽ mau rụng, ai cố ý bắt chồn moong tay sẽ bị tróc bong như là một sự trừng phạt của thần linh. Tập tục này từ một truyền thuyết về một người gặp hoạn nạn bị ma đuổi và cầu cứu gia đình nhà chồn moong đang trốn trong hốc cây với lời hứa nếu nhận lời cứu giúp thì đời đời con cháu mai sau sẽ không bao giờ làm hại đến chồn moong, người họ Moong mang ơn cứu mạng và tục thờ chồn moong có từ đó.

### Thờ khỉ

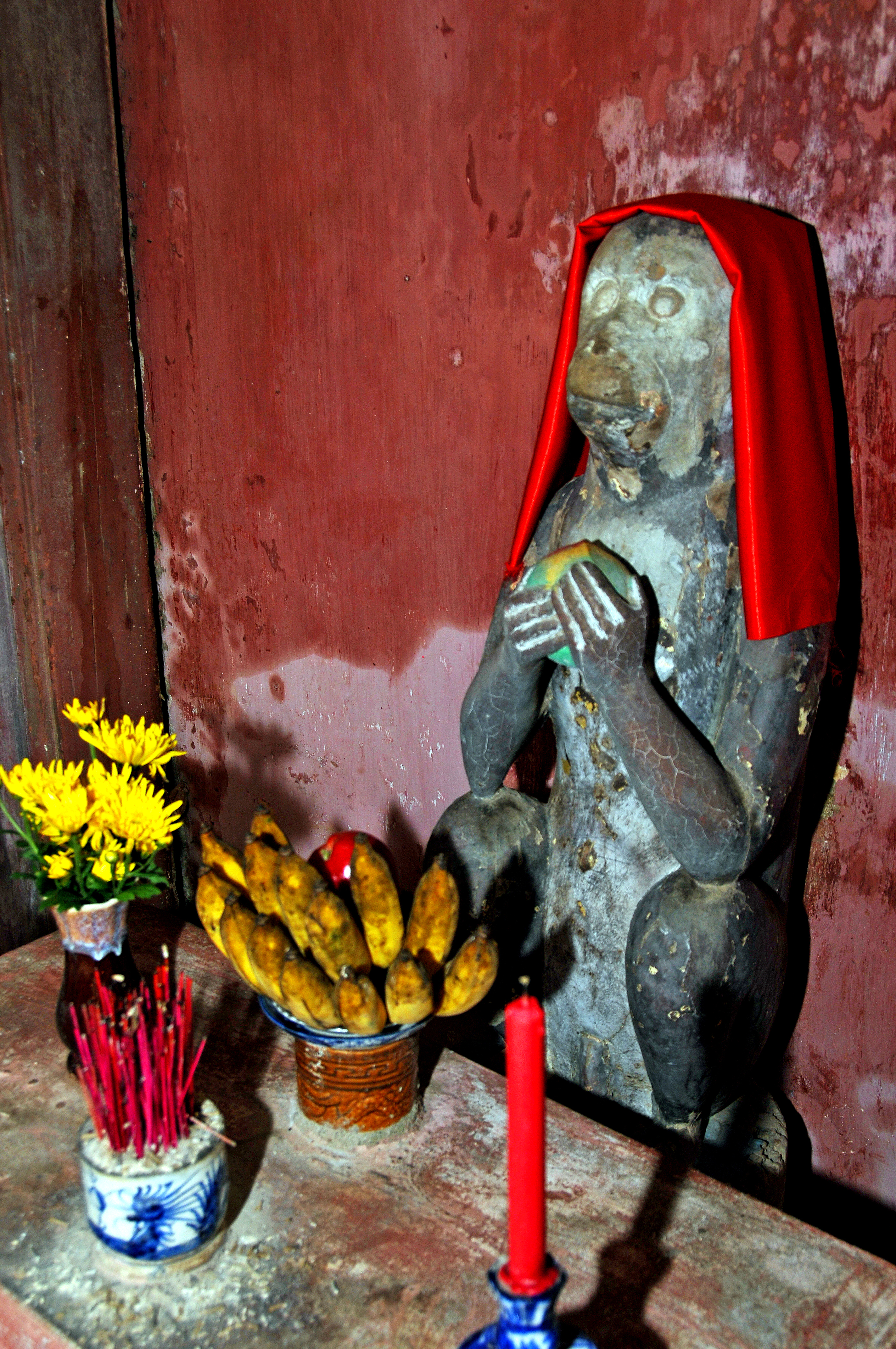
Tượng thờ thần hầu ở Hội An

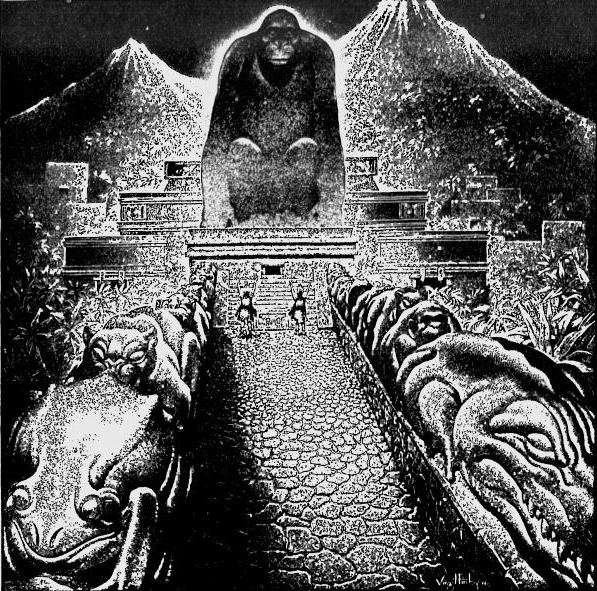
Thần Khỉ ở Thành phố vàng (La Ciudad Blanca)

Khỉ là động vật được tôn làm thần thánh và được thờ cúng ở nhiều quốc gia, cộng đồng người. Hình tượng khỉ được tôn thờ nhiều nhất chính là vị thần Hanuman trong Ấn Độ giáo.  Trong tâm thức người Hán thì hình tượng con Khỉ cũng biểu trưng cho sự thăng quan tiến chức (phong hầu). Ở Trung Quốc và Việt Nam có tục thờ Tề Thiên Đại Thánh hay Tôn Ngộ Không là một nét văn hóa độc đáo của cộng đồng người Việt gốc Hoa sinh sống ở vùng đất Chợ Lớn ngày trước. Tôn Ngộ Không là Đấu Chiến Thắng Phật được thờ phụng như một vị Phật.
Trong tô-tem giáo của người Nhật, khỉ chính là vị thần bảo hộ nên linh vật khỉ xuất hiện trong nhiều công trình tín ngưỡng từ cổ xưa vì loài khỉ đóng vai trò là thần bảo hộ và là trung gian giữa thần linh và con người, khỉ được tin là có thể xua đuổi sâu bệnh. Tướng quân Tokugawa Ieyasu (Phong Thần Tú Cát) đã suy tôn thần khỉ là vị thần bảo vệ sự yên bình của đất nước Đông Doanh. Các Samurai thường bọc ống tên của họ bằng da khỉ để khai thác sức mạnh bảo vệ của những con khỉ trên ngựa trong quan niệm của người Nhật.
Ở châu Mỹ có Thành phố Trắng huyền thoại (La Ciudad Blanca), chứa đầy vàng bị mất tích của Thần Khỉ ở Trung Mỹ. Có một tộc người cùng thời với người Maya cổ xưa nhưng đã biến mất từng thờ phụng một vị thần khỉ kỳ lạ. Bức tượng khổng lồ về vị thần khỉ này vẫn còn bị chôn giấu dưới các thảm thực vật xum xuê sau nhiều thế kỷ bị bỏ hoang, những đồ chạm khắc được tìm thấy dưới kim tự tháp rất có thể là lễ vật hiến tế cho thần khỉ. Vị thần khỉ ở đây thuộc loài khỉ hú/khỉ rú (Howler monkey).
Tộc người da đỏ bí ẩn đã có các cuộc hiến sinh người đẫm máu cho vị thần khỉ của họ, sau đó ăn thịt nạn nhân theo một nghi lễ của tập tục ăn thịt đồng loại, những người bản địa còn xử tử và ăn thịt khỉ. Một truyền thuyết khác kể rằng vị Thần khỉ đã tạo ra nhiều hậu duệ với một chủng tộc nửa người nửa khỉ gọi là "người lông lá", người dân bản địa ở vùng này tin rằng những con khỉ từ trong rừng sâu từ cách đây rất lâu đã bắt trộm các trinh nữ trong làng của họ để đem về ăn nằm, đẻ ra người lai.

### Thờ chuột

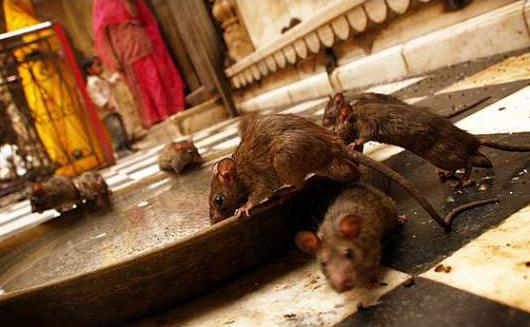
Chuột được thờ tại đền Karni Mata, đây là ngôi đền duy nhất trên thế giới thờ loài chuột

Trong khi loài chuột được xem như hiểm họa, là nỗi kinh hoàng của nhiều người thì có 20.000 con chuột sinh sống trong ngôi đền Karni Mata ở Rajasthan, Ấn Độ lại được tôn thờ như thánh thần. Theo quan niệm của người dân, những con chuột này là hóa thân của nữ thần Karni Mata, vì vậy, hằng ngày, chúng được chăm sóc đầy đủ, chu đáo. Ngoài ra, những ai gặp được chuột trắng thì đó là điềm báo của sự may mắn. Người dân gọi những con vật thiêng này là Kabba, Người dân tin rằng, nếu một con chuột bạch vô tình chạy qua chân, bạn sẽ được ban phước lành. Nếu không may dẫm chết một con chuột, du khách phải bỏ tiền mua một con chuột bạc đặt trong đền để chuộc tội.
Họ nuôi chúng bằng sữa bò, đồ ăn ngon và thậm chí còn ăn cơm với chúng, người ta cho chúng ăn sữa, ngũ cốc trong những chiếc bát lớn, đây là đồ ăn của những người sùng đạo đã dâng cho những vị thánh, những đồ ăn mà được chuột nhấm vào được coi là linh thiêng và có người sùng đạo sẽ ăn lại đồ ăn này, chúng được thoải mái rong chơi, cho ăn và bảo vệ bằng những tấm lưới, tránh bị các loài khác ăn thịt. Các tín đồ Hindu tới đây thường vuốt ve lũ chuột, cho ăn và để chúng chạy qua chân vì tin rằng sẽ mang lại nhiều may mắn. Đàn chuột khá dạn dĩ, chúng thản nhiên uống sữa khi có tiếng bước chân.

### Thờ cá voi

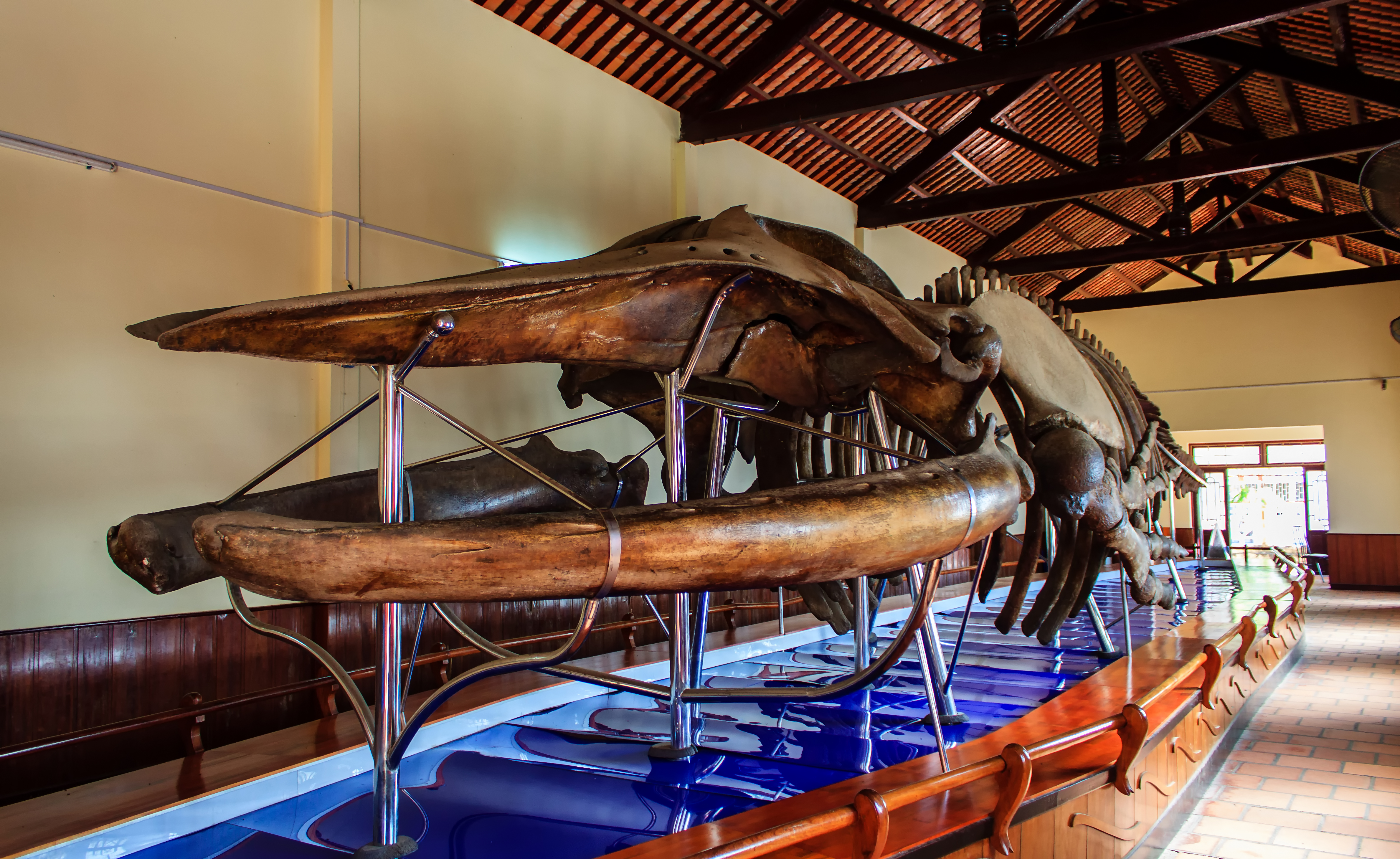
Bộ cốt cá voi ở Vạn Thủy Tú

Đối với những ngư dân hàng ngày lênh đênh trên biển cả, niềm tin về một vị thần linh thiêng, phù hộ, chở che trước sự phẫn nộ của thiên nhiên rất lớn, bởi thế, từ lâu câu chuyện về cá ông (hay còn gọi là cá voi) rẽ sóng cứu ngư dân gặp nạn trên biển lưu truyền từ đời này sang đời khác, được nhiều thế hệ ngư dân tin tưởng, tôn thờ.  Tục thờ cá Ông có nguồn gốc từ lâu đời, gắn liền với ngư dân vùng duyên hải Việt Nam với niềm tin cá Ông mà theo ngư dân chính là thần Nam Hải luôn phù hộ độ trì cho ngư dân đi lại và đánh bắt cá trên biển. Đây là phong tục đẹp của người vùng biển, họ còn tổ chức Lễ hội nghinh Ông như Lễ hội nghinh Ông - Vũng Tàu. Những con thuyền đi biển của người Việt thường vẽ lên hai con mắt trước mui tàu.

### Thờ tuần lộc
Tuần lộc là nguồn sống và là tinh thần, tín ngưỡng của người Khanty ở Siberia. Người Khanty tôn kính những vị thần cai quản động vật, thần rừng và thần sông, họ cho rằng mình có thể liên hệ với thế giới thần linh bằng cách hiến sinh tuần lộc hoặc ngựa. Quan niệm của người Khanty về thượng đế, bắt nguồn từ Chính thống giáo Nga, mường tượng những linh hồn Khanty sống ở nơi những con tuần lộc sinh sản bình thường. Các gia đình người Dukha (người Tsaatan) chăn thả lũ tuần lộc trong môt khu rừng thiêng, nơi họ tin rằng linh hồn của tổ tiên mình đang trú ngụ, người già là mối liên kết thiêng liêng giữa linh hồn của các vị tổ tiên với con cháu và lũ tuần lộc Ý thức cộng đồng của họ được xây dựng dựa trên sự gắn bó cùng các con tuần lộc, tất cả phụ thuộc vào nhau, nếu các con tuần lộc biến mất, thì nền văn hóa của họ cũng sẽ mất.
Tuần lộc gắn bó với cuộc sống của người Nenest, là biểu tượng văn hóa, nguồn sống và phương tiện giao thông quan trọng nhất của tộc người Nenets, người Nenets sống trong những căn lều chóp nón làm bằng da tuần lộc và gọi chúng là "choom" hay "Mia". Tuần lộc thực sự là tài sản quý giá nhất của người Nenets do đó tộc người này có tập tục mỗi thành viên của bộ tộc đều sở hữu một con tuần lộc, gọi đó là Tuần lộc thiêng nghĩa là người ta không được giết hay vắt sữa của nó cho tới khi nó già, kiệt sức mà chết. Người dân bộ tộc Nenets còn tổ chức những cuộc đua tuần lộc vào ngày lễ Reindeer Herder, cuộc đua tuần lộc là lễ hội lớn của bộ tộc này, họ nổi tiếng với tập tục sinh hoạt rất kỳ lạ là ăn thịt sống và uống tiết tươi của tuần lộc, những chú tuần lộc sau khi đua, con nào yếu sẽ dùng làm bữa ăn cho cả bộ tộc.

### Thờ gấu
Bài chi tiết: Tục thờ gấu

## Thờ chim
Một số loài chim mang tính biểu tượng được loài người tôn sùng, có thể kể đến như:

### Thờ ưng

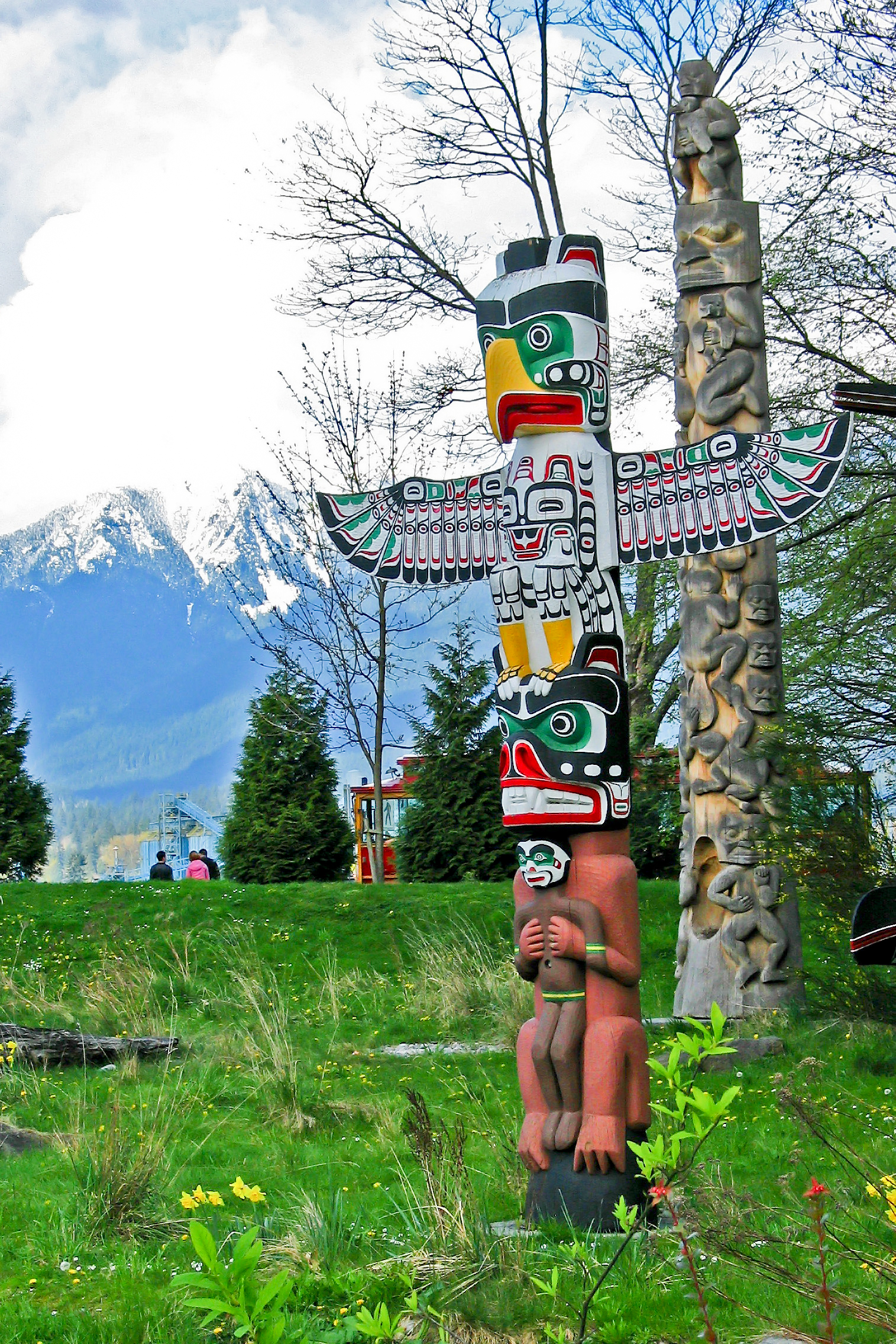
Một cột Totem đại bàng ở Bắc Mỹ

Đại bàng rất thiêng trong tín ngưỡng của các nền văn hóa Bắc Mỹ, là trung tâm của nhiều phong tục tôn giáo và tâm linh giữa các thổ dân da đỏ châu Mỹ, nó còn được coi là sứ giả liên kết giữa các vị thần và con người của một số nền văn hóa cổ. Các thổ dân da đỏ khi xưa đã xem móng vuốt đại bàng như là một phần thần khí của họ. Lông chim thì thường được sử dụng trong các nghi lễ truyền thống. Họ tin rằng đại bàng là loài chim đã tiếp xúc trực tiếp với thế giới của Thượng đế, khi loài chim này đập cánh sẽ tạo nên sấm chớp gầm thét là Thunderbird (chim sấm), các điêu khắc trong vùng người da đỏ cư ngụ dọc theo bờ biển Đông nước Mỹ đến tận Alaska dưới dạng trụ (Totem Pole).
Cúng Đại bàng là một cách gọi thông dụng của nghi thức Xuất sanh (xuất cho chúng sanh). Đối tượng được bố thí, sẻ chia là chim đại bàng cánh vàng, chúng quỷ thần đồng hoang và mẹ con quỷ la sát. Chim đại bàng cánh vàng (Đại bàng kim sí điểu, Ca lâu la điểu) là một loại chim thần. Trong Mật giáo, kim sí điểu là một trong những hóa thân của Bồ tát Văn Thù, thuộc Kim Cang bộ. Hình tượng kim sí điểu giống như diều hâu, thân vàng, cánh đỏ theo đạo Phật nó thành vị thần hộ pháp, hình tượng loài vật này còn trở thành biểu tượng của một số thủ đô của Châu Á như Bangkok của Thái Lan và Ulan Bator ở Mông Cổ.

### Thờ hạc

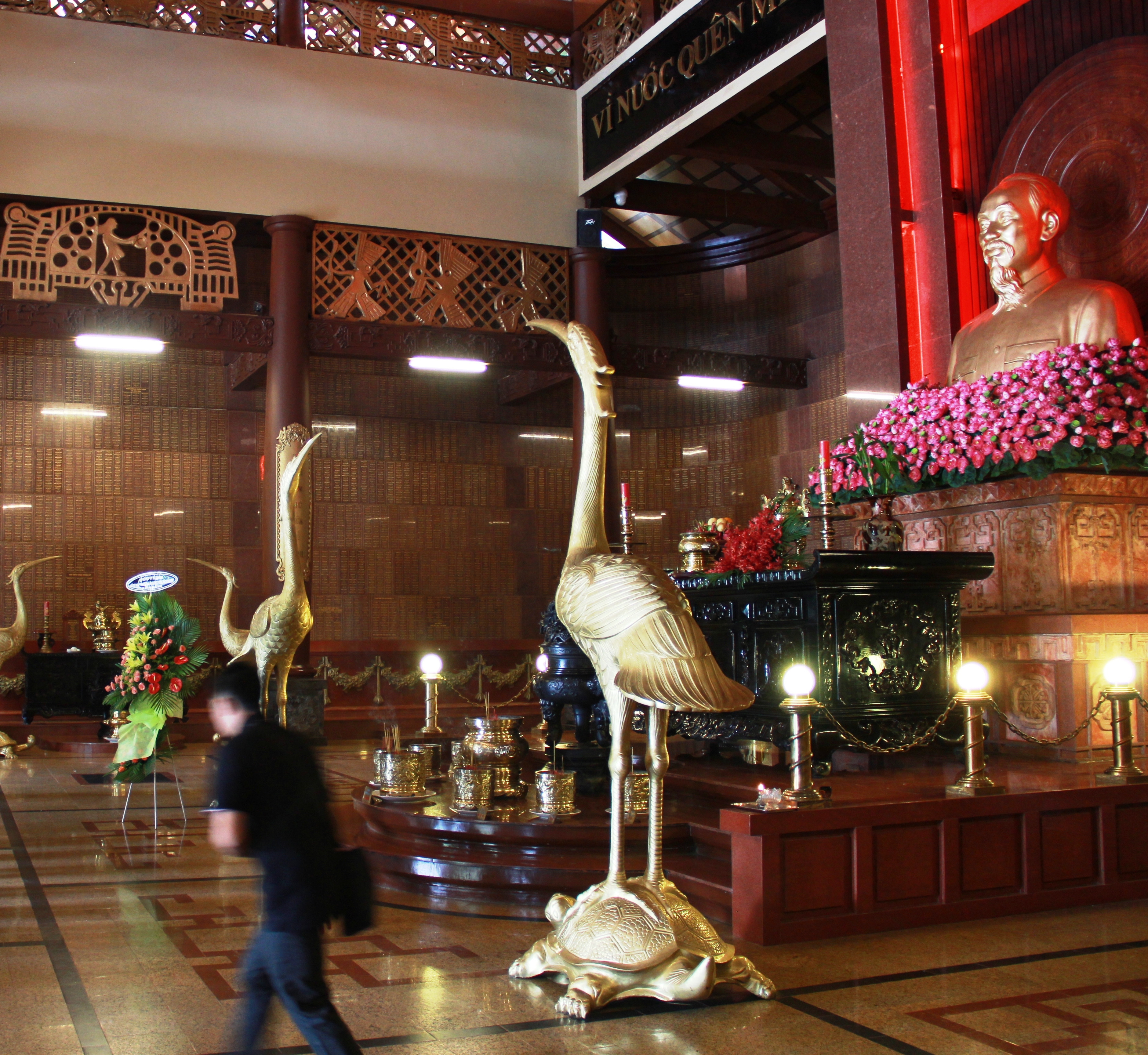
Hình tượng hạc trong gian thờ chính ở Đền Bến Dược, Củ Chi

Hạc xuất hiện nhiều trong các ngồi đình, đền, miếu. Theo truyền thuyết thì hạc là sinh vật có tuổi thọ và là những hình ảnh tượng trưng cho sự thanh cao thoát tục, hình ảnh hạc đứng trên lưng rùa cũng được thấy ở các ngôi đình như đình thần thể hiện khát vọng trường tồn và những ước muốn thanh cao của người dân. Khi đi lễ đình, chùa, hay nhà thờ họ, nhà thờ người ta thường nhìn thấy đôi hạc thờ được sắp đặt trước ban thờ với hai hình ảnh hạc ngậm ngọc minh châu biểu tượng cho sự sang quý, còn hình ảnh hạc ngậm hoa sen thì biểu trưng cho giác ngộ, hạc còn là con vật của đạo giáo.

## Thờ bò sát
Các loài bò sát chính được tôn thờ có thể kể đến là rắn, cá sấu và rùa:

### Thờ rắn

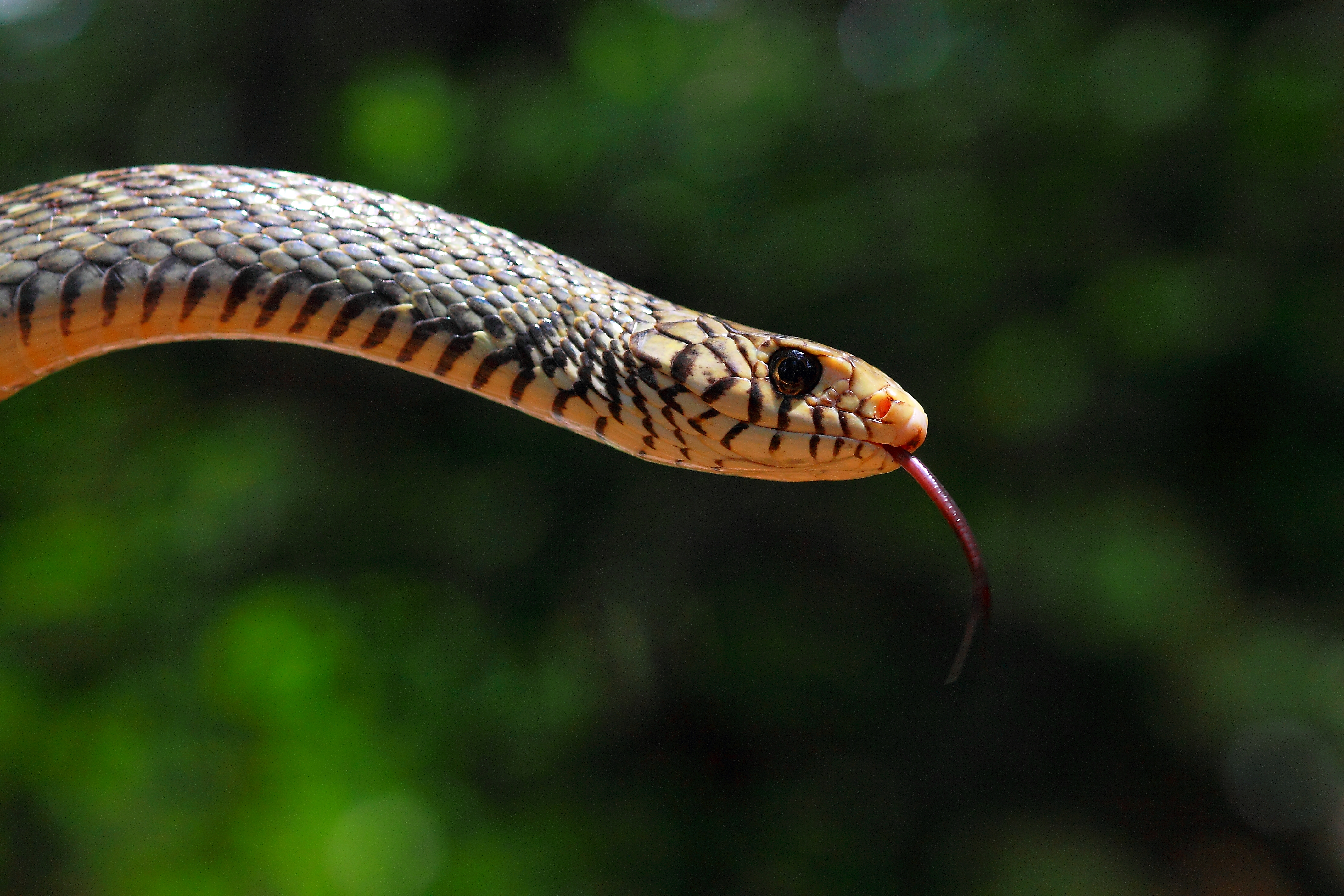
Rắn được tôn thờ trên khắp địa cầu

Con rắn là loài vật được tôn thờ, cúng bái trên khắp năm châu địa cầu. Xuất phát từ nỗi sợ rắn, con người thần thánh hóa loài rắn, coi như vị thủy thần và thờ cúng rắn để mong rắn không làm hại mình, bảo vệ cho mình. Hình tượng rắn được thờ phụng ở rất nhiều quốc gia, dưới nhiều hình thức biểu hiện khác nhau. Những hình thức này được ghi nhận ở thổ dân châu Úc, châu Phi, châu Mỹ, châu Á cho đến những nền văn minh lớn ở các châu lục đều có thờ rắn.

### Thờ cá sấu

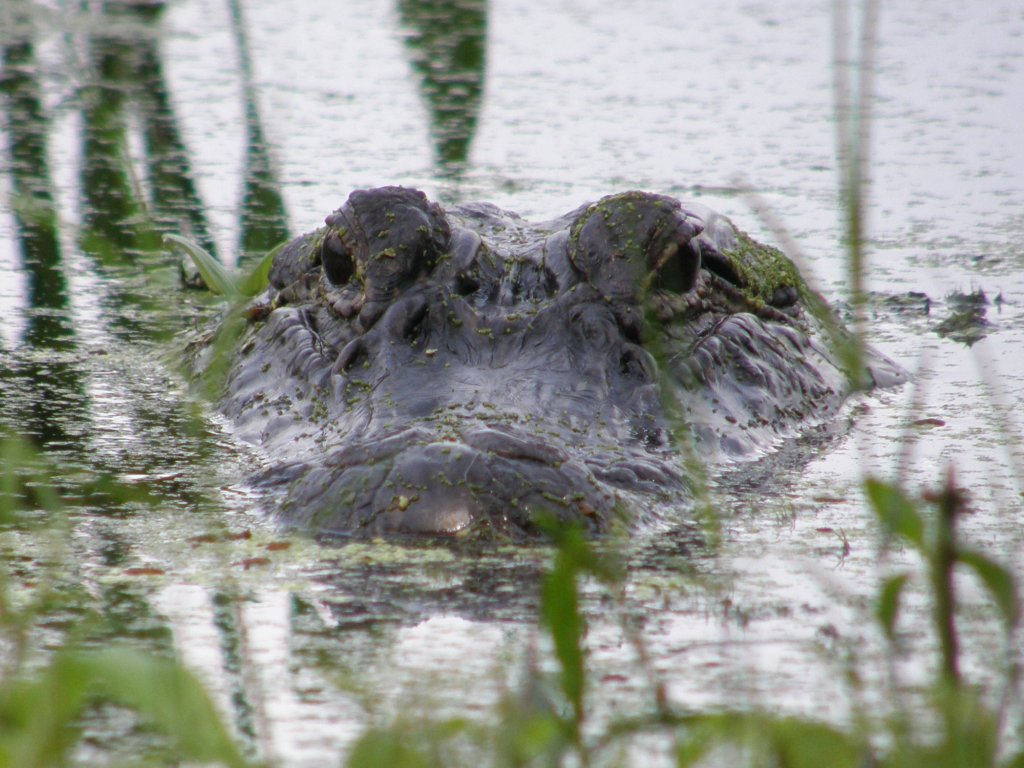
Người Việt xưa do sợ cá sấu nên thường thờ đầu cá sấu bên sông để mong đừng làm hại

Ở Ai Cập, thần cá sấu cai quản các dòng nước và được thờ phụng, các con cá sấu đã được ướp xác và tôn thờ như là thánh thần. Những người Ai Cập cổ đại tôn thờ Sobek, một vị thần về đất đai là người với đầu là đầu cá sấu, việc thờ cúng Sobek rất phổ biến từ thời Vương quốc cổ. Sobek được miêu tả là một vị thần hung dữ và thô bạo, giống như những con cá sấu sông Nile. Nhiều thổ dân ở vùng châu Phi còn có điệu vũ cá sấu phổ biến trong các lễ hội gọi đất và mặt trời. Thổ dân Aztec ở Mexico xem cá sấu là vị thần tạo ra đất đai, làng mạc. Thổ dân Maya cũng coi cá sấu là thần đất, thần bảo vệ trái đất.

### Thờ rùa

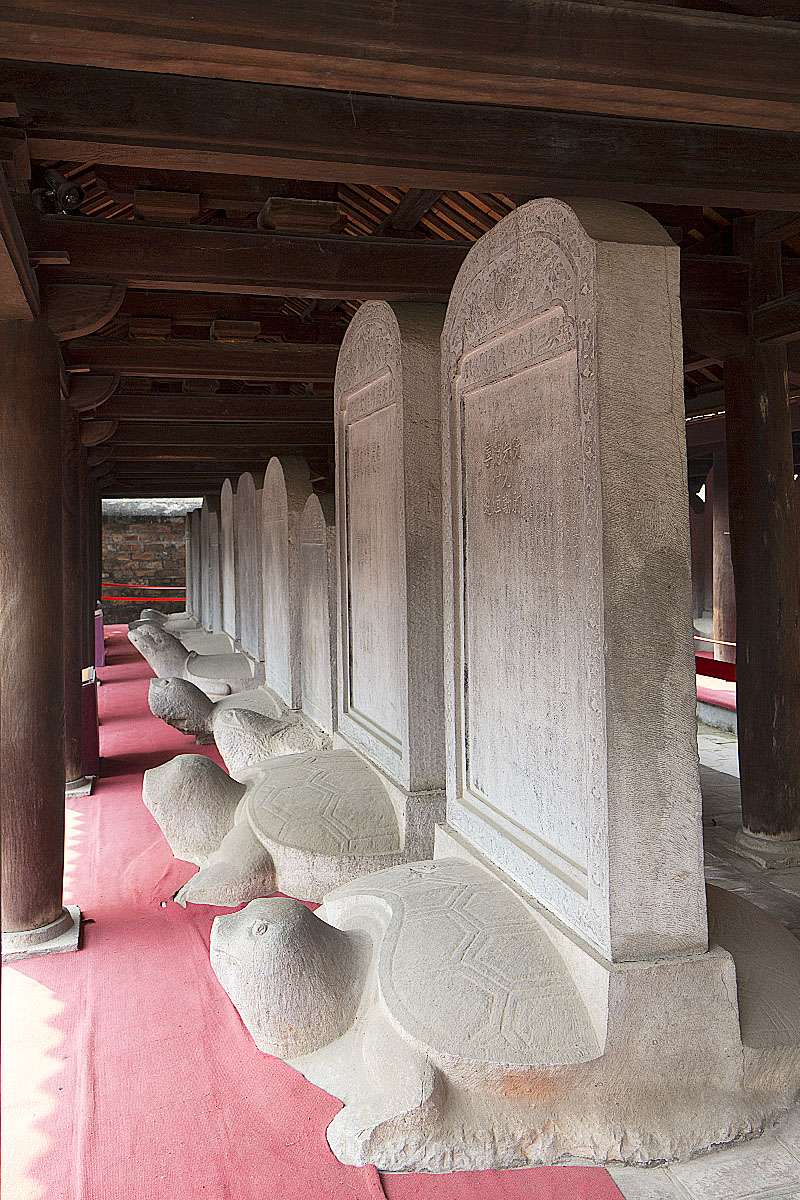
Tượng rùa trong Văn Miếu Quốc Tử Giám

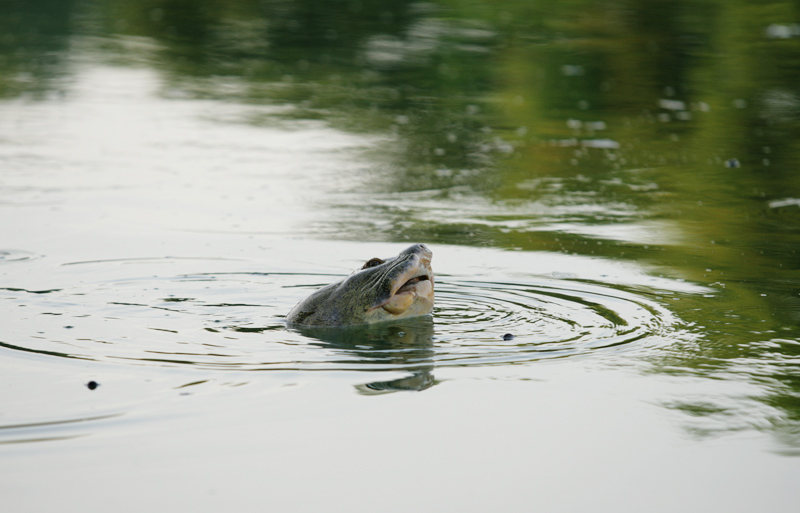
Rùa Hồ Gươm là linh vật sống được người dân kính trọng và tôn thờ

Rùa là con vật biểu tượng cho sự trường thọ, sinh lực và sức chịu đựng. Rùa mang chiếc mai hình vòm trên lưng, biểu tượng cho bầu trời và phần mai phẳng dưới bụng biểu tượng cho mặt đất, bốn chân rùa tượng trưng cho 4 cực của thế giới (con rùa vũ trụ). Trong kiến trúc, trang trí ở Việt Nam, rùa thường được thể hiện cùng các linh vật khác thuộc bộ tứ linh, nhưng phổ biến nhất là hình tượng “rùa đội bia” và “rùa đội hạc” trong các đình, chùa. Những người dân từ miền Bắc đi khai phá mang theo tín ngưỡng thờ thần rùa thể hiện khát vọng trường tồn và những ước muốn trong cuộc sống từ xưa cho đến nay.

## Thờ cá
Cá cũng được thờ cúng ở một số nơi. Trong các đám tang một số dân tộc, còn thấy xuất hiện các hình tượng cờ con cá, đại diện cho nước và cờ con hươu, đại diện cho trên cạn, cùng dẫn đường cho linh hồn người chết về với cõi trời.

## Thờ lưỡng cư
Người Moche ở Peru cổ đại tôn thờ những con ếch và cóc, và thường mô tả chúng trong nghệ thuật của họ tại Panama, truyền thuyết địa phương cho rằng may mắn sẽ đến với bất cứ ai phát hiện ra một con ếch vàng Panama. Vài người tin rằng khi một con ếch vàng Panama chết, nó sẽ biến thành một lá bùa được biết đến như huaca. Người Mường ở Thanh Hóa còn có tục thờ Cóc, là loài đã có công gọi mưa và đem lại sự sinh sôi nảy nở cho dân bản.

## Thờ côn trùng
Nhìn chung, côn trùng, sâu bọ ít được con người thờ cúng như các loài động vật khác. Một số loài được thờ phượng như bọ cạp, bọ hung, nhện, trong đó các loài côn trùng chủ yếu được người Ai Cập và người da đỏ ở Nam Mỹ tôn thờ.

### Bọ hung

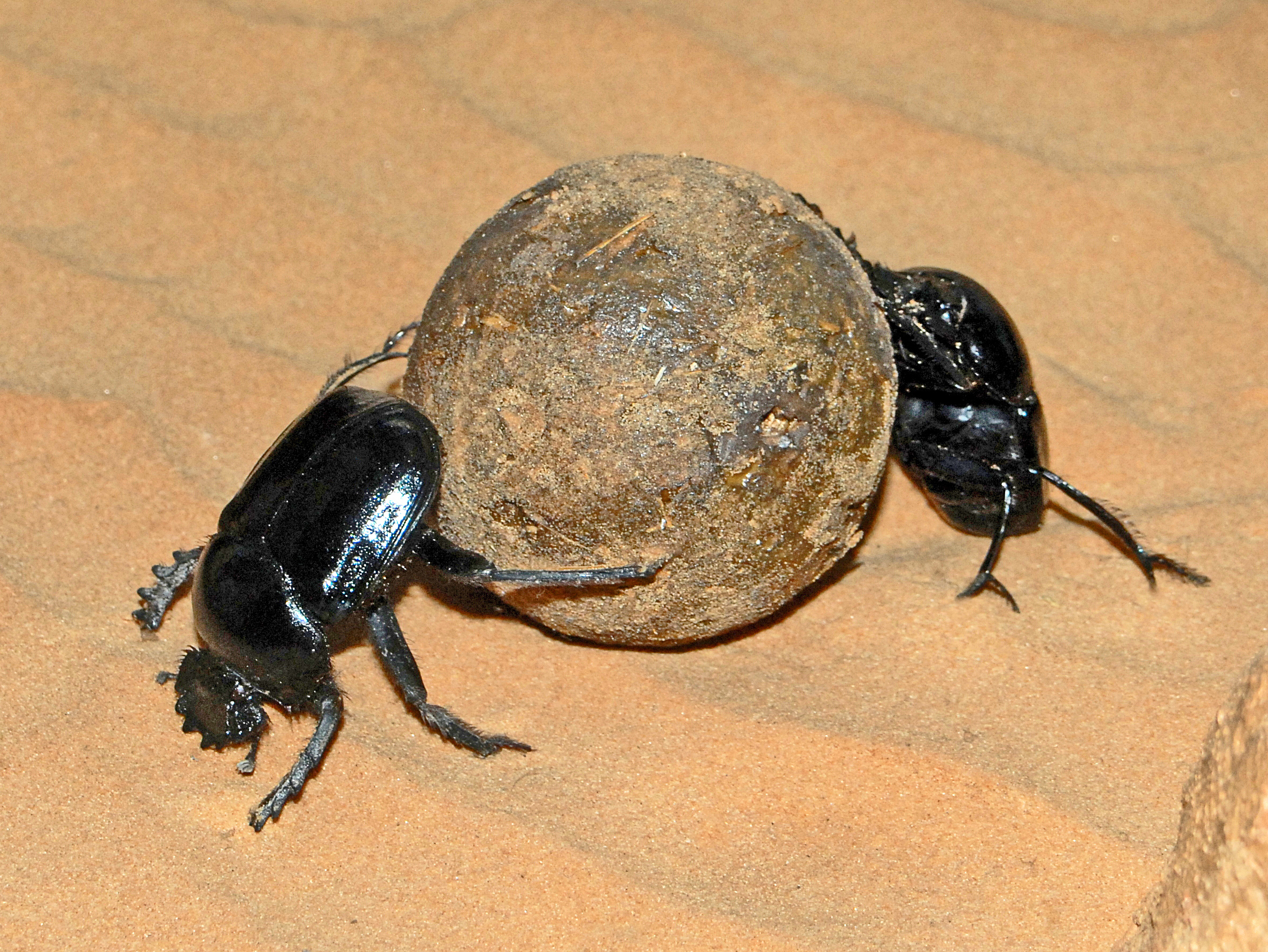
Người Ai Cập cổ đại tôn thờ bọ hung

Bọ hung vốn là biểu tượng của thần Mặt trời của người Ai Cập cổ đại. Người Ai Cập cổ đại từ thế kỷ XVII TCN đã tôn sùng loài bọ cánh cứng này. Trong tiếng Ai Cập, bọ hung được gọi là Kheper. Người Ai Cập đã sử dụng hình ảnh bọ hung làm lá bùa thiêng liêng bảo vệ chủ nhân khỏi những điều tà ác. Người Ai Cập tin rằng bọ hung có có mối liên kết với thần Khepri. Bọ hung là biểu tượng của sự tái sinh, được người Ai Cập xưa tôn sùng, vị thần Mặt trời Khepri mang hình tượng con người nhưng có khuôn mặt của bọ hung. Ngài được mô tả là vị thần cần mẫn lăn ngôi sao sáng qua bầu trời, chôn ngôi sao khi Mặt trời lặn và đào lên ở phía Đông vào lúc bình minh.

### Bọ cạp

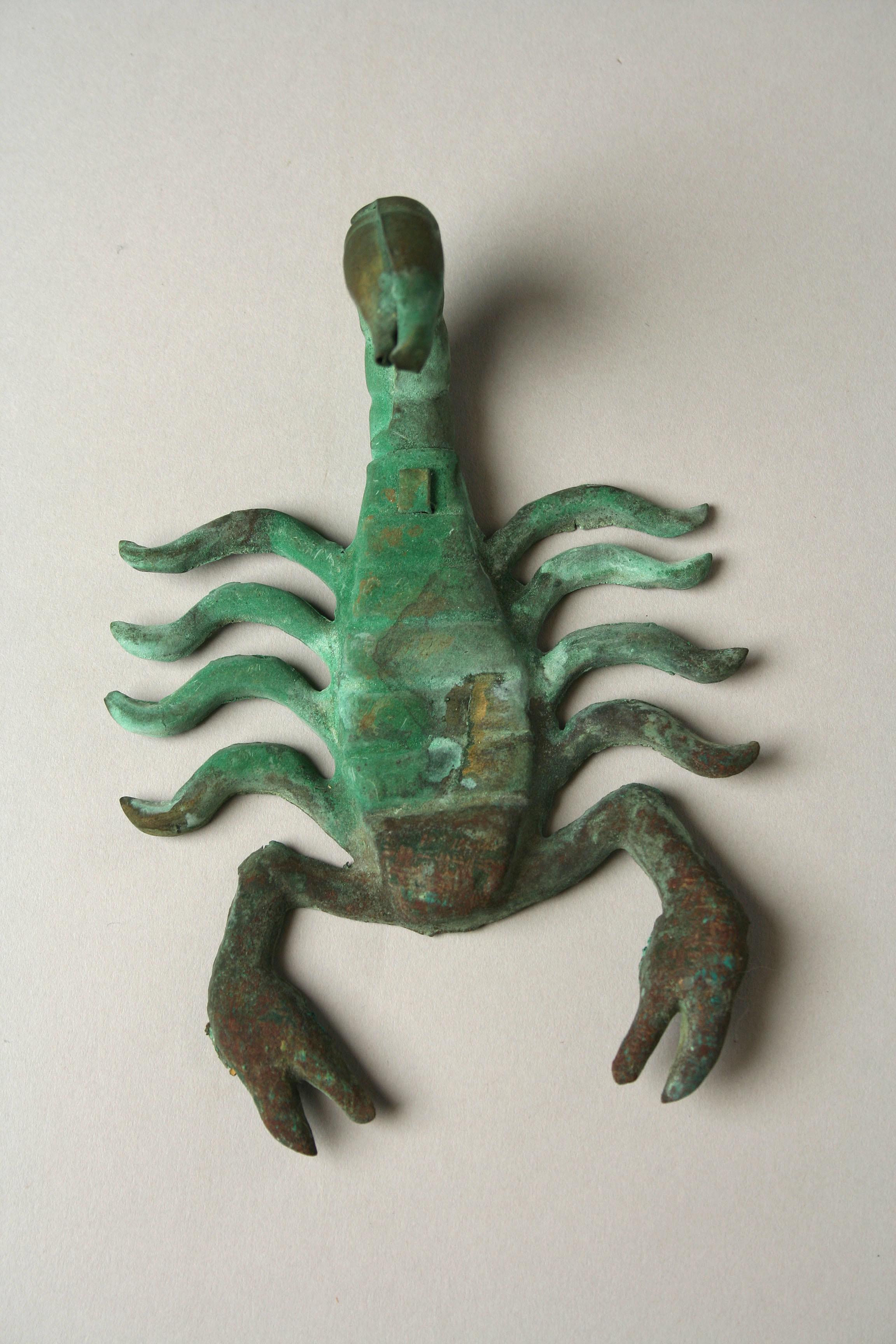
Tượng bọ cạp của người Maya

Đối với người Maya thì bọ cạp là Thần của sự săn bắn và trong nghệ thuật chạm đá Maya, nó tượng trưng cho sự đền tội và sự trích máu. Người Dogon ở Tây Phi thì bọ cạp cũng được gắn với thủ thuật mổ xẻ vì trên thực tế nó biểu thị âm vật bị cắt xẻo. Cái túi và ngòi nọc tượng trưng cho âm vật, nọc độc là nước và máu của nỗi đau đớn. Theo ý nghĩa đó, nó đại diện cho linh hồn thứ hai (linh hồn giống đực) của người phụ nữ. Nhưng mặt khác, con bọ cạp có tám chân là người bảo hộ những cặp sinh đôi, cũng có tám chi không ai chạm vào chúng mà không bị chúng châm chích. Hai nghĩa tượng trưng này của bọ cạp không trái ngược nhau mà bổ sung cho nhau vì sự ra đời của một cặp sinh đôi là một sự kiện lớn. Nó lặp lại sự sinh đẻ của người đàn bà đầu tiên và sự biến hoá âm vật của bà ta thành con bọ cạp (việc này được thực hiện, sau khi người phụ nữ đã sinh con).

### Thờ nhện
Tại Peru có một ngôi đền cổ 3.000 năm tuổi thờ bức tượng một con nhện chúa đã được tìm thấy. Bức tượng trong đền là sự kết hợp của nhiều con vật, trong đó phần đầu và cổ là nhện, chiếc miệng của một con mèo lớn, và kèm theo một chiếc mũi khoằm như mỏ của loài chim, còn có rất nhiều đường thẳng đan chéo nhau vòng quanh cổ, tạo thành hình một cái lưới, tượng trưng cho quyền lực và là dấu hiệu của sự tiến bộ và phồn vinh của chế độ lúc đó vì việc đặt bẫy bằng lưới bắt được nhiều mồi hơn là đi săn bằng giáo mác. Hình tượng con nhện còn thể hiện ý nghĩa chính trị, bất cứ một quan điểm chính trị nổi bật nào cũng buộc phải liên hệ với vị chúa tể này.